# Splošna letalska bomba
Splošna letalska bomba (ang. General-purpose bomb GP-bomb rus. Fugasnaja aviacionnaja bomba (FAB)) je vrsta letalske bombe, ki uniči cilj s kombinacijo penetracije, fragmentacije, udarnega učinka in eksplozije.
GP bombe imajo debelo ohišje in so napolnjene s TNT, Tritonalom, kompozicijo B ali drugim eksplozivom. Masa eksploziva je po navadi 50% mase celotne bombe.  Po navadi jih lovsko letalo nosi na zunanjih nosilcih, zato so aerodinamično oblikovane za čimmanjši zračni upor. Bombniki jih po navadi nosijo v notranjih nosilcih. Boeing B-52 Stratofortress med vietnamsko vojno jih je nosil tako v notranjih kot na zunanjih podkrilnih nosilcih.
GP bombe so popularne, ker se lahko uporabljajo za več namenov in so relativno poceni. Pri lovcih, ki napadajo na zelo nizkih višinah obstaja možnost, da bi jih poškodovala eksplozija lastne bombe, zato se uporablja "retarderje", npr. padalo ali pa zračna zavora.
Po navadi se jih označuje po teži npr. 250,500, 1000 ali 2000 funtov. 
GP bombe uporabljajo več različnih vrst detonatorjev, npr. eksplozija nekaj metrov nad zemljo je veliko bolj efektivna kot pod zemljo.
V nekaterih primerih se na GP bombe namesti mehanizem za vodenje npr. laserski ali GPS in tako postanejo "pametne" bombe. Te vrste bomb so po navadi cenejše kot druge vodene bombe.

### Britanske bombe
- 40 lb General Purpose bomb - izdelovan med 1937 do 1941
- 50 lb General Purpose Bomb - ni bila serijso proizvajana
- 120 lb General Purpose Bomb  - preklican
- 250 lb General Purpose Bomb (Od leta 1936 naprej)- zamenjala jih je 250 lb MC leta 1942
- 500 lb General Purpose Bomb (Od leta 1926 naprej) - zamenjala jih je 500 lb MC leta 1942
- 1000 lb General Purpose Bomb  (Od leta 1939 naprej) -zamenjala jih je 1000 lb MC
- 1900 lb General Purpose Bomb (Od leta 1941 naprej)
- 4000 lb General Purpose Bomb (1943–1945)

## Ameriške bombe
- Mark 81 -  250 lb (113 kg)
- Mark 82 -  500 lb (227 kg)
- Mark 83 -  1.000 lb (454 kg)
- Mark 84 -  2.000 lb (907 kg)

## Pametne ameriške bombe
- GBU-12D Paveway II (Mk 82) lasersko vodena
- GBU-16B Paveway II (Mk 83) lasersko vodena
- GBU-24B Paveway III (Mk 84) lasersko vodena
- GBU-38 JDAM (Mk 82) INS/GPS vodena
- GBU-32 JDAM (Mk 83) INS/GPS vodena
- GBU-31 JDAM (Mk 84) INS/GPS vodena